# Cueta facile
Cueta facile är en insektsart som beskrevs av Banks 1939. Cueta facile ingår i släktet Cueta och familjen myrlejonsländor. Inga underarter finns listade i Catalogue of Life.